# Troticus ocularis
Troticus ocularis är en stekelart som beskrevs av Braet 2001. Troticus ocularis ingår i släktet Troticus och familjen bracksteklar. Inga underarter finns listade i Catalogue of Life.